# Vriesea roethii
Vriesea roethii är en gräsväxtart som beskrevs av Wilhelm Weber. Vriesea roethii ingår i släktet Vriesea och familjen Bromeliaceae. Inga underarter finns listade i Catalogue of Life.

## Bildgalleri

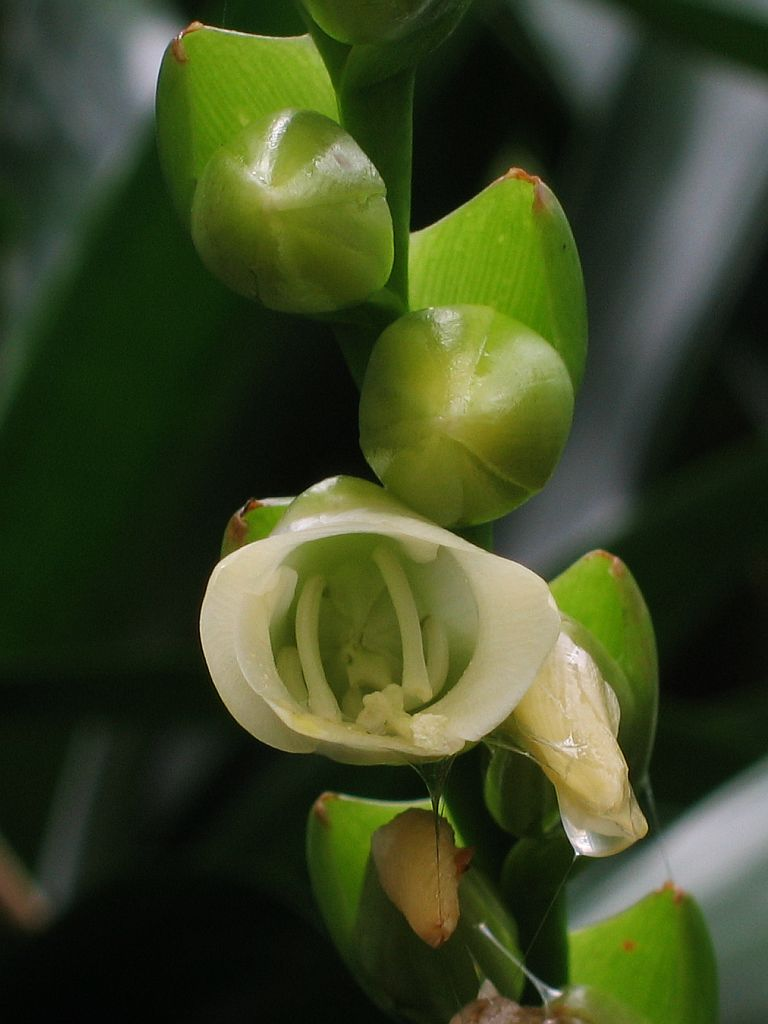
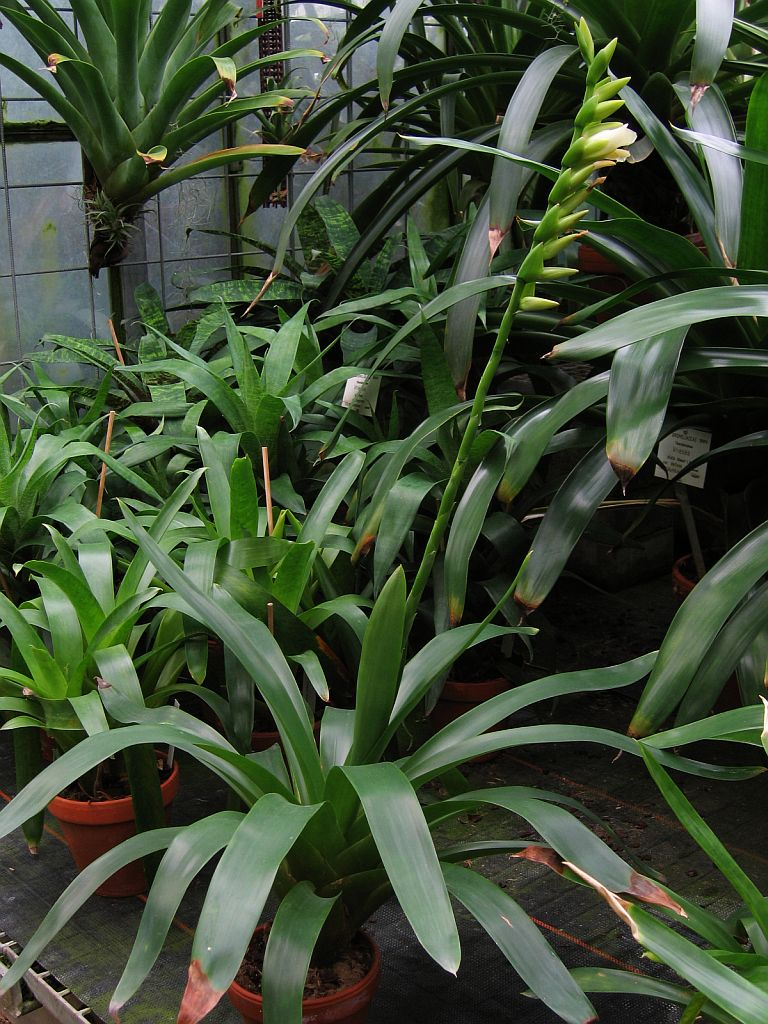
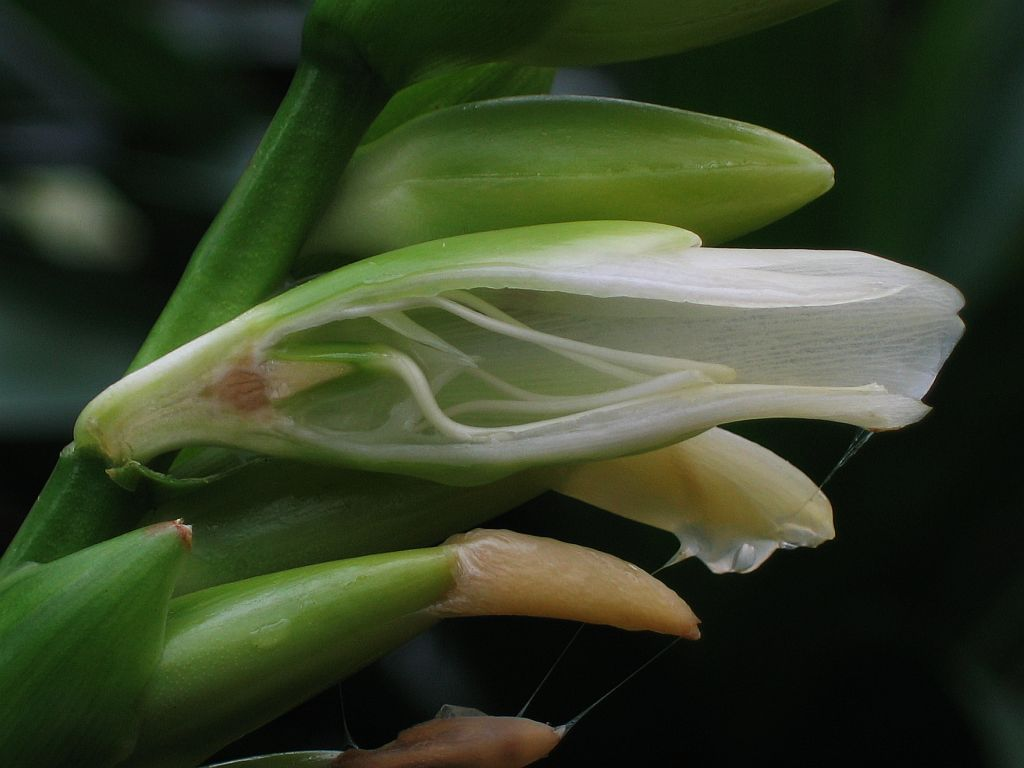
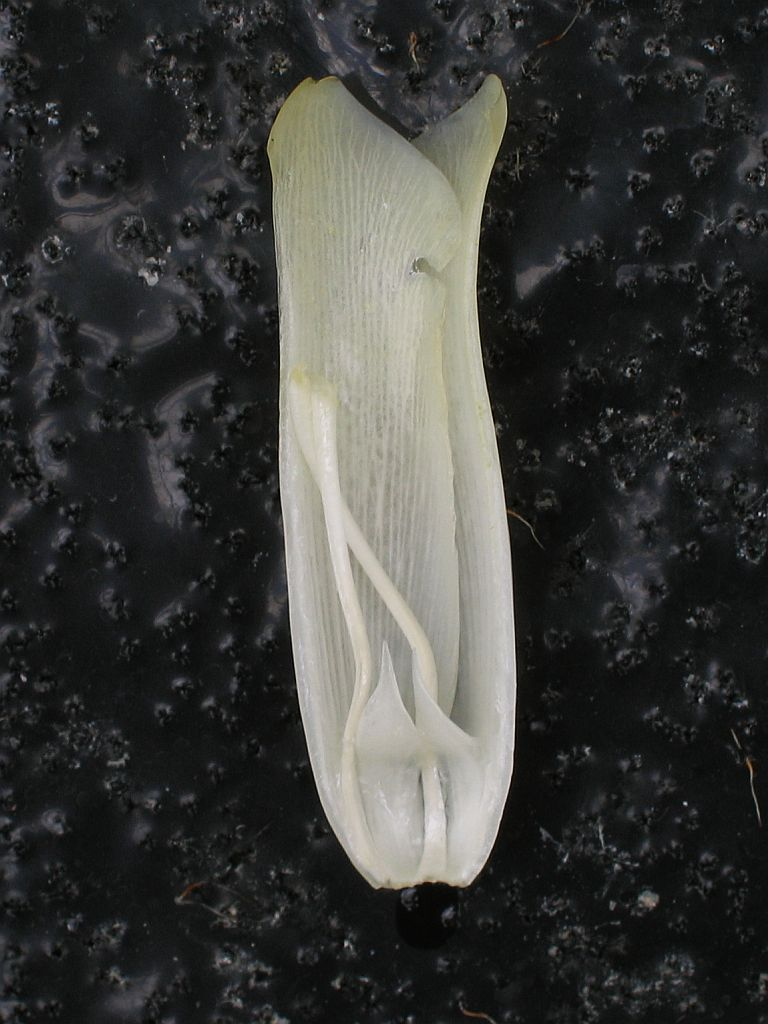